# رحلة الفتاتين الأخيرة
رحلة الفتاتين الأخيرة (باليابانية: 少女終末旅行، بالروماجي: Shōjo Shūmatsu Ryokō) هي سلسلة مانغا يابانية من تأليف تسوكوميزو [الإنجليزية] نشرت من قبل شينتشوشا ‏ في مجلة كوراغي بانش منذ 21 فبراير عام 2014 حتى 12 يناير عام 2018. تم تجمع فصول المانغا في 6 مجلدات تانكوبون.أنتجت المانغا إلى مسلسل أنمي تلفزيوني من قبل استوديو وايت فوكس. عرض الأنمي في 6 أكتوبر عام 2017 واستمر عرضه حتى 22 ديسمبر عام 2017، وتكون من 12 حلقة. تم دبلجة الأنمي إلى اللغة العربية من قبل مركز الزهرة وعرض على قناة سبيستون في فقرة سبيس باور.

## القصة
تدور أحداث القصة عن الفتاتين تشيو ويوري ورحلتهما مجهولة الوجهة من البداية إلى النهاية فيها تجوبان الخراب والأنقاض في الأرض بعد حدوث كارثة (حرب عالمية تبدأها اليابان حسب القصة) وانهيار الحضارة البشرية على أثرها. الفتاتين تسافران على دراجة من نوع الكيتينكراد؛ المستخدمة سابقاً في ألمانيا النازية للتجول في حاملات الطائرات بسرعة وسهولة.

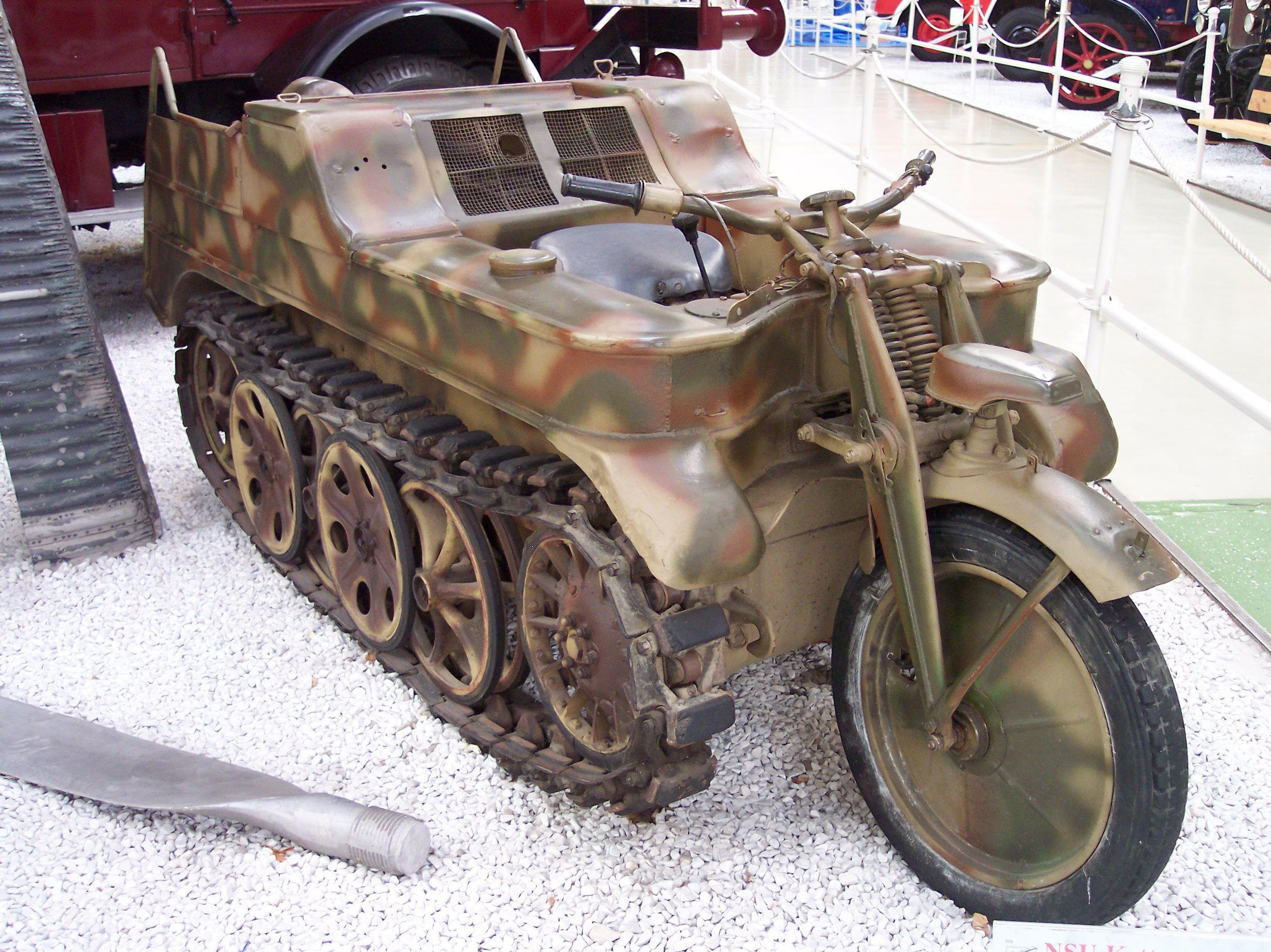
عربة الكتنكراد

وهما تحاولان النجاة يوماً بعد يوم بالبحث عن الطعام والمأوى.
الأنمي ذو طابع فلسفي عميق وهو يطرح الأفكار والتصرفات والدوافع الأنسانية في حالات السلم والحرب بطريقة سهلة التلقي، لكن عمق الفكرة هو ما جعل تصنيفه من النوع سينن.

## الشخصيات
الشخصيات قليلة في هذا العمل وتتركيز على الفتاتين تشيو ويوري واللتان غالباً ما تكونان على حركة دائمة بعربتهما مع مواقف قليلة.
- تشيو (باليابانية: Chito، بالروماجي: チト)

أداء صوتي: إينوري ميناسي
هي إحدى الشخصيتين الرئيستين، شعرها أسود وهي ذات معرفة جيدة بالآليات فعلى عكس صديقتها يوري، هي مثقفة وقارئة كثيفة شخصيتها هادئة لكن أحياناً ما يتم أثارتها من قبل يوري وتلقب (تشي-تشان) وهي التي تقود الكيتنكراد.
- يوري (باليابانية: Yuuri، بالروماجي: ユーリ)

أداء صوتي: يوريكا كوبو
هي الشخصية الرئيسية الثانية في الأنمي وتلقب (يو) وهي سهلة المراس على عكس تشيو فهي منطلقة وشرهة للطعام كما أنها محترفة بالتعامل مع البنادق وعلى علم واسع بها، تركب في الخلف من العربة وغالباً ما تكون نائمة فيها.
- كانزاوا (باليابانية: Kanazawa، بالروماجي: カナザワ)

أداء صوتي: أكيرا إيشيدا
هو مسافر تلتقيه الفتاتين في طريقهما نحو الطابق الثاني من المدينة، أيضاً هو رسام خرائط يسعى لرسم خريطة للمدينة كلها.
- إيشي (باليابانية: Ishii، بالروماجي: イシイ)

أداء صوتي: كوتونو ميتسويشي
هي مهندسة/عالمة تعيش في قاعدة جوية مهجورة، وتطلب من الفتاتين مساعدتها في بناء طائرة مستند على مخططات ونماذج قديمة كي تتمكن بها من السفر إلى مدن أخرى، تعطي للفتاتين البطاطا المزروعة اصطناعيا وتدلهما على موقع زراعتها كما تصلح لهما الكيتنكراد.
- نوكو (باليابانية: Nuko، بالروماجي: ヌコ) / نيكو (باليابانية: 猫، بالروماجي: neko)

أداء صوتي: كانا هانازاوا
هي كائن غريب الهيئة تلتقطها الفتاتين في رحلتهما لا تستطيع التواصل إلا عبر موجات راديوية تسمع من المذياع كما أنها قادرة على تشكيل جسدها وأستخدامه لتشغيل الآليات تتغذى على الأسلحة ويتبين فيما بعد أنها جزء من فصيلة تتناول كل ما هو غير مستقر حرارياً كي تجعله خامل وغير خطر. و ترحل مع أبناء جنسها في النهاية.

## وصلات خارجية
- موقع المانغا الرسمي باللغة اليابانية
- موقع الأنمي الرسمي باللغة اليابانية
- رحلة الفتاتين الأخيرة على موقع ANN manga (الإنجليزية)